# Tommi Kivistö
Tommi Kivistö (ur. 7 czerwca 1991 w Vantaa) – fiński hokeista, reprezentant Finlandii, olimpijczyk.

## Kariera
- Jokerit U16 (2005-2007)
- Jokerit U18 (2006-2008)
- Jokerit U20 (2007-2008)
- Red Deer Rebels (2008-2009)
- Jokerit (2009-2012)
  -  Jokerit U20 (2009-2010)
  -  Kiekko-Vantaa (2009/2012)
  -  Suomi U20 (2009/2011)
- Charlotte Checkers (2012-2013)
- Florida Everblades (2012-2013)
- Ilves (2013-2015)
- Awtomobilist Jekaterynburg (2015-2017)
- Jokerit (2017-2022)
- ZSC Lions (2022)
- Kärpät (2022-)

Wychowanek klubu TJV. Karierę rozwijał w zespołach juniorskich Jokeritu. W 2008 został wybrany w drafcie do kanadyjskich rozgrywek juniorskich CHL przez klub Red Deer Rebels, w barwach którego grał w lidze WHL w sezonie 2008/2009. Po jego zakończeniu w NHL Entry Draft 2009 został wybrany przez amerykański klub Carolina Hurricanes. W 2009 powrócił do Finlandii i przez trzy sezony był zawodnikiem seniorskiej drużyny Jokeritu. W tym czasie, w połowie podpisał kontrakt wstępujący z Carolina Hurricanes, jednak na zasadzie wypożyczenia nadal pozostawał graczem Jokeritu. W sezonie 2012/2013 przebywał w USA, grając wówczas w zespołach farmerskich Carolina Hurricanes, dwóch drużynach z lig AHL i ECHL. Na sezon 2013/2014 został wypożyczony z Caroliny do fińskiej drużyny Ilves, a w sezonie 2013/2014 został jego pełnoprawnym zawodnikiem. W maju 2015 został graczem w rosyjskich rozgrywkach KHL. W maju 2017 ponownie został graczem Jokeritu, także w lidze KHL. Po wycofaniu się Jokeritu z KHL w sezonie 2021/2022 pod koniec lutego 2022 został graczem szwajcarskiego ZSC Lions. W maju 2022 został zaangażowany w zespole Kärpät.
W barwach juniorskich Finlandii uczestniczył w turniejach mistrzostw świata edycji 2008, mistrzostw świata juniorów do lat 18 edycji 2008, 2009 oraz mistrzostw świata juniorów do lat 20 edycji 2009, 2010, 2011. W barwach reprezentacji seniorskiej uczestniczył w turniejach mistrzostw świata edycji 2014, 2016, 2018 oraz zimowych igrzysk olimpijskich 2018.

## Sukcesy
Reprezentacyjne
- Brązowy medal mistrzostw świata juniorów do lat 18: 2009
- Srebrny medal mistrzostw świata: 2014, 2016

Klubowe
- Złoty medal Jr. C SM-sarja: 2006 z Jokeritem U16
- Brązowy medal Jr. C SM-sarja: 2007 z Jokeritem U16
- Złoty medal Jr. B SM-sarja: 2008 z Jokeritem U18
- Drugie miejsce w European Trophy: 2011 z Jokeritem
- Brązowy medal mistrzostw Finlandii: 2012 z Jokeritem

Indywidualne
- CHL (2008/2009): CHL Top Prospects Game
- KHL (2015/2016): najlepszy obrońca tygodnia: 7 lutego 2016